# Kresy

Polen voor en na de Tweede Wereldoorlog, in het grijs: Kresy

De Poolse term Kresy (Grensland) heeft in de geschiedenis van Polen meerdere betekenissen gehad. Na de val van het Kievse Rijk werden de Roetheense gebieden die bij het Koninkrijk Polen kwamen met Kresy aangeduid.
In 1569 volgde de vereniging met het Grootvorstendom Litouwen tot het Pools-Litouwse Gemenebest. De term Kresy werd daarna toegepast op alle oostelijke delen die tot de Poolse kroon hoorden.
Ten tijde van de Tweede Poolse Republiek (1918–1939) werd het gebied tussen de Curzonlijn en de oostgrens van Polen met de term Kresy aangeduid. Polen veroverde het gebied tijdens de Pools-Russische Oorlog van 1919 tot 1921 toen de Derde Poolse Deling beëindigd was en de grenzen werden bevochten tussen Polen en Rusland, waar Polen tot dan toe deel van uitmaakte.
Op 23 augustus 1939 sloot Sovjet-Unie het Molotov-Ribbentroppact met nazi-Duitsland. Het viel vervolgens op 17 september het oosten van Polen binnen en annexeerde het gebied. In 1941 werd het gebied door Nazi-Duitsland veroverd en aan het eind van de Tweede Wereldoorlog door de Sovjet-Unie heroverd. De Poolse bevolking werd verdreven en voornamelijk gevestigd in de voormalige Duitse gebieden die tot 1945 tot het Duitse Rijk hoorden.
Sinds het uiteenvallen van de Sovjet-Unie is het gebied verdeeld tussen Litouwen, Wit-Rusland en Oekraïne.